# Comuna Cotmeana, Argeș
Cotmeana (în trecut, Drăguțești-Săpunari, Săpunari sau Drăguțești) este o comună în județul Argeș, Muntenia, România, formată din satele Bascovele, Bunești, Costești, Cotmeana (reședința), Dealu Pădurii, Drăgolești, Lintești, Negești, Pielești, Săndulești, Spiridoni, Ursoaia, Vârloveni și Zamfirești.

## Așezare
Comuna se află în vestul județului, pe malurile râului Cotmeana, în platforma Cotmeana (o subunitate a Podișului Getic). Este străbătută de șoseaua națională DN7, care leagă Piteștiul de Râmnicu Vâlcea. Din acest drum, la Lintești se ramifică șoseaua județeană DJ703A, care duce spre sud la Cocu, Poiana Lacului (unde se intersectează cu DN67B) și Albota (unde se termină în DN65). La marginea sudică a comunei, la limita cu comuna Cocu, din acest drum se ramifică șoseaua județeană DJ731B, care duce spre sud-est la Cocu, Băbana și Poiana Lacului. De asemenea, prin partea nordică a comunei trece și șoseaua județeană DJ704E, care o leagă spre nord-vest de Poienarii de Argeș și spre sud-est de Drăganu (unde se termină tot în DN7).

## Demografie
Componența etnică a comunei Cotmeana
     Români (94,75%)
     Alte etnii (5,25%)
Componența confesională a comunei Cotmeana
     Ortodocși (93,83%)
     Alte religii (0,65%)
     Necunoscută (5,52%)
Conform recensământului efectuat în 2021, populația comunei Cotmeana se ridică la 1.849 de locuitori, în scădere față de recensământul anterior din 2011, când fuseseră înregistrați 2.148 de locuitori. Majoritatea locuitorilor sunt români (94,75%). Din punct de vedere confesional, majoritatea locuitorilor sunt ortodocși (93,83%), iar pentru 5,52% nu se cunoaște apartenența confesională.

## Politică și administrație
Comuna Cotmeana este administrată de un primar și un consiliu local compus din 11 consilieri. Primarul, Ionel Dragoș Vișan[*], de la Partidul Social Democrat, este în funcție din 2004. Începând cu alegerile locale din 2024, consiliul local are următoarea componență pe partide politice:
|  | Partid                                 | Consilieri | Componența Consiliului | Componența Consiliului | Componența Consiliului | Componența Consiliului | Componența Consiliului | Componența Consiliului |
|  | -------------------------------------- | ---------- | ---------------------- | ---------------------- | ---------------------- | ---------------------- | ---------------------- | ---------------------- |
|  | Partidul Social Democrat               | 6          |                        |                        |                        |                        |                        |                        |
|  | Uniunea Salvați România                | 2          |                        |                        |                        |                        |                        |                        |
|  | Partidul Național Liberal              | 2          |                        |                        |                        |                        |                        |                        |
|  | Bărbulescu Decebal-Reginald-Constantin | 1          |                        |                        |                        |                        |                        |                        |

## Istorie
La sfârșitul secolului al XIX-lea, comuna purta numele de Drăguțești-Săpunari, făcea parte din plasa Oltului a județului Argeș și era formată din satele Bouleni, Codrești, Costești, Gheordunești, Spiridonești, Drăguțești-Săpunari și Cotmeana, cu 1250 de locuitori. Existau aici trei biserici și o școală rurală mixtă. La acea vreme, pe teritoriul actual al comunei mai funcționa în plasa Argeș a aceluiași județ și comuna Bascovele, formată din satele Bunești, Buzoești, Ciorești, Dragolești, Grajdurile, Lintești, Bascovele, Negoești, Pielești, Săndulești, Ursoaia, Valea Porcului, Vârloveni și Zamfirești, având în total 1465 de locuitori; existau și aici o școală rurală și patru biserici.
Anuarul Socec din 1925 consemnează cele două comune în plasa Uda a aceluiași județ. Comuna Drăguțești-Săpunari se numea acum Săpunari și avea 2360 de locuitori în satele Drăguțești, Cotmeana și Săpunari; iar comuna Bascovele avea 1845 de locuitori în satele Bunești, Drăgolești, Grajdurile, Lințești, Negoești, Pielești, Ursoaia, Vârloveni și Zamfirești și în cătunele Buzoești, Chiorăști și Săndulești. În 1931, comuna Săpunari și-a schimbat din nou numele în Drăguțești și cuprindea satele Costești, Cotmeana, Dealu Boului, Săpunari și Spiridoni; iar comuna Bascovelele a fost desființată și comasată cu comuna Drăganu.
După al Doilea Război Mondial, comuna Drăguțești a luat numele de Cotmeana, iar comuna Bascovele a fost reînființată. În 1950, ele au fost transferate raionului Pitești din regiunea Argeș Satul Grajduri din comuna Bascovele și satul Dealu Boului din comuna Cotmeana au primit în 1964 denumirile de Bascovele, respectiv Dealu Pădurii. În 1968, au revenit la județul Argeș; comuna Bascovele a fost atunci desființată și satele ei incluse în comuna Cotmeana.

## Monumente istorice

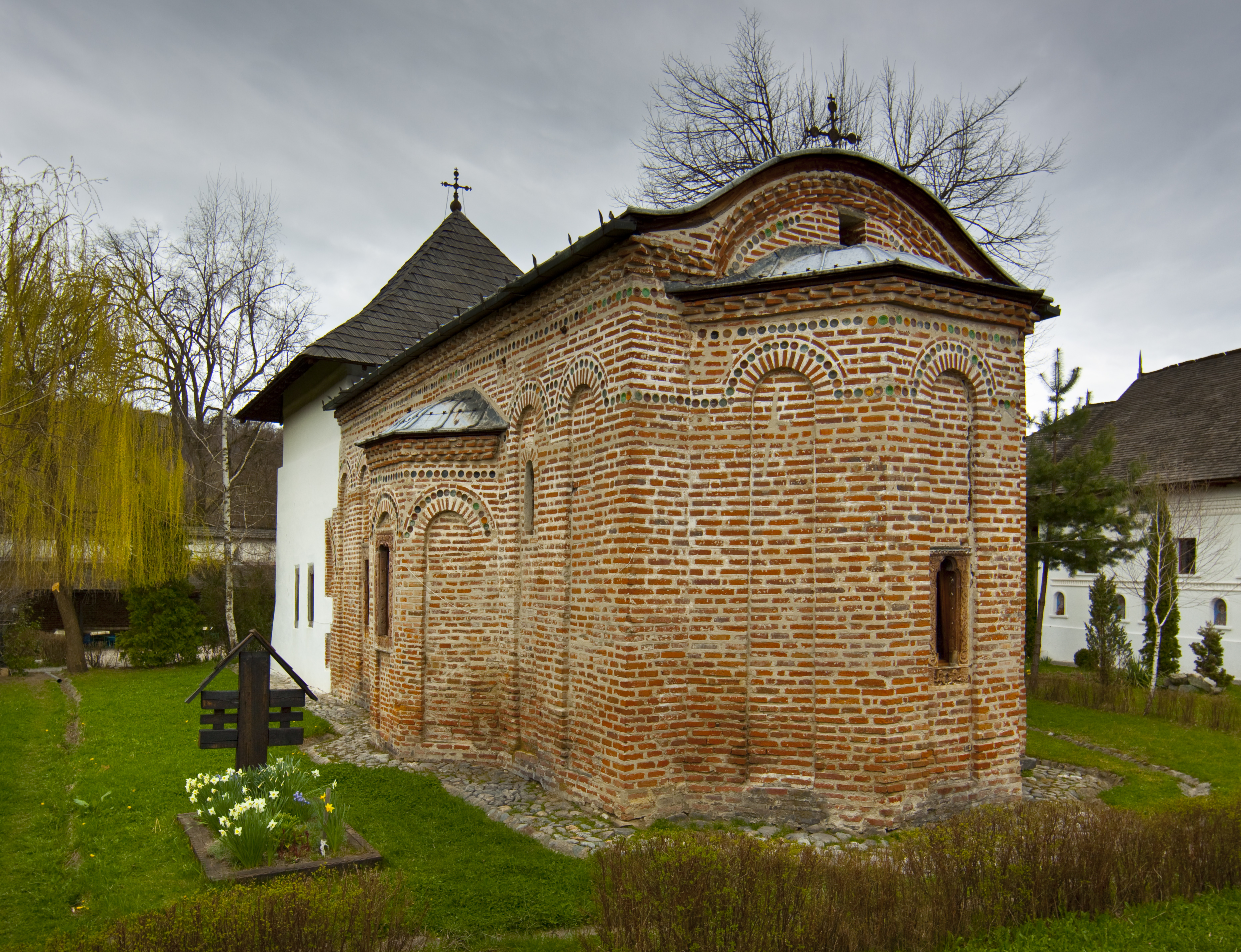
Mănăstirea Cotmeana, monument istoric

În comuna Cotmeana se află mănăstirile Bascovele și Cotmeana, ansamble monument istoric de arhitectură de interes național. Prima, aflată în satul Ursoaia, datează din 1695, refăcută fiind în 1845, și cuprinde biserica „Intrarea în Biserică” (1845), chiliile, anexele, turnul-clopotniță și zidul de incintă (1695). A doua, aflată în satul Cotmeana, datează din secolele al XIV-lea–al XVII-lea și conține biserica „Buna Vestire” (1389, cu refaceri și adăugiri în secolul al XVII-lea), stăreția (reconstruită în 2004 pe fundațiile din secolul al XIV-lea), chiliile (reconstruite în 2004 pe laturile de nord și est), ruinele grajdurilor, turnul-clopotniță (secolele al XIV-lea–al XVII-lea) și zidul de incintă cu urmele drumului de strajă pe latura de vest.
În rest, alte două obiective din comună sunt incluse în lista monumentelor istorice din județul Argeș ca monumente de interes local, ambele clasificate ca monumente de arhitectură: biserica „Adormirea Maicii Domnului” (1795) din satul Bascovele; și biserica de lemn „Cuvioasa Paraschiva” (secolul al XIX-lea) din Cotmeana.